# Brygady rakietowe Obrony Powietrznej
Brygady rakietowe Obrony Powietrznej (BROP) – organa dowodzenia szczebla taktycznego zabezpieczające od strony wykonawczej sprawowanie funkcji dowodzenia i zarządzania podległymi dywizjonami w procesie ich przygotowania do realizacji zadań na okres zagrożenia bezpieczeństwa państwa i wojny.

## Zadania brygady
W okresie pokoju brygada przygotowuje podległe pododdziały do wykonywania zadań specjalistycznych oraz wynikających z ich operacyjnego przeznaczenia. Organizuje też zabezpieczenie logistyczne, proces szkolenia oraz działalność bieżącą własną i podległych jednostek.
W okresie wojny dowództwo brygady realizuje proces dowodzenia w stosunku po podległych pododdziałów. Podejmuje decyzje zapewniające właściwą realizację nałożonych zadań i przekazuje w formie rozkazów do podwładnych.
W ramach unowocześnia systemu dowodzenia i kierowania ogniem poszczególnych dywizjonów, brygada wyposażona została w system Surface to Air Miss ile Operation Centre (SAMOC). Wyposażone w system transmisji danych Link-1 IB stanowisko dowodzenia brygady posiada możliwość współpracy z sojuszniczymi środkami ogniowymi w ramach Zintegrowanego Systemu Obrony Powietrznej NATINADS. Siły brygady mogą być wykorzystane w całości lub jako zgrupowania zadaniowe dywizjonów rakietowych OP.

## Struktura organizacyjna BROP
Struktura w 2013
- dowództwo brygady
- sztab
  - sekcja personalna s–1
  - sekcja rozpoznawcza s–2
  - sekcja operacyjna s–3
  - sekcja logistyczna s–4
  - sekcja planowania i prognozowana
  - sekcja dowodzenia i łączności s–6
- pion ochrony informacji niejawnych
  - kancelaria tajna
  - kancelaria jawna
- pion szkolenia
  - sekcja szkoleniowa
  - sekcja szkolenia specjalistycznego
  - sekcja WF i sportu
- pion techniczny 
  - sekcja eksploatacji uzbrojenia
  - sekcja wsparcia technicznego
  - sekcja wsparcia dowodzenia
- sekcja wychowawcza
- dywizjony rakietowe OP

## Brygady rakietowe Obrony Powietrznej
| Logo | Nazwa                                              | Miejsce    |
| ---- | -------------------------------------------------- | ---------- |
|      | 1 Śląska Brygada Rakietowa Obrony Powietrznej (r)  | Bytom      |
|      | 3 Warszawska Brygada Rakietowa Obrony Powietrznej  | Bielice    |
|      | 4 Gdyńska Brygada Rakietowa Obrony Powietrznej (r) | Gdynia     |
|      | 26 Brygada Rakietowa Obrony Powietrznej (r)        | Gryfice    |
|      | 61 Brygada Rakietowa Obrony Powietrznej (p, r)     | Skwierzyna |